# حي الماس في أنتويرب

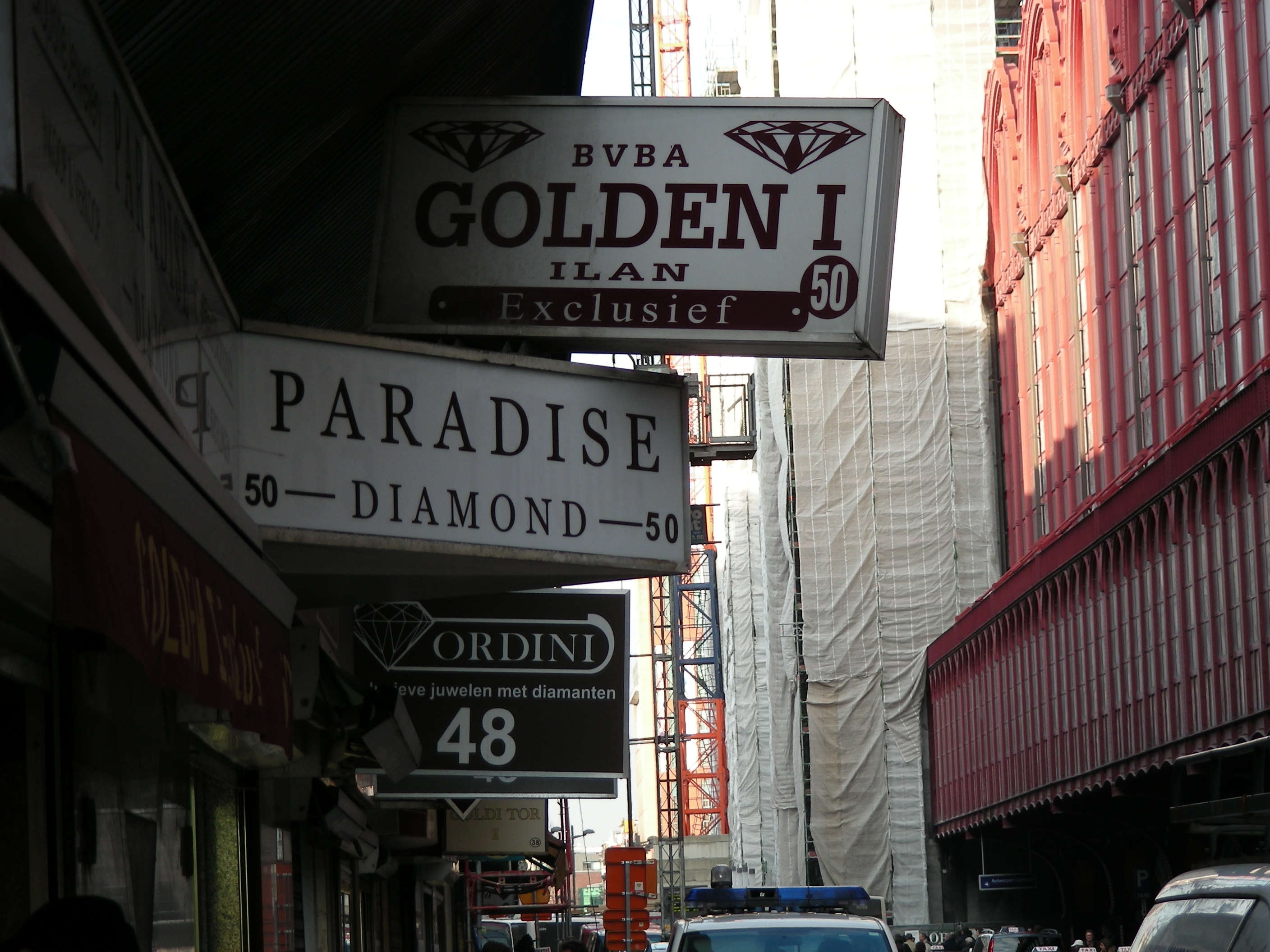
محلات الماس

مقاطعة الماس في أنتويرب، والمعروفة أيضًا باسم حي الماس (Diamantkwartier). هي منطقة داخل مدينة أنتويرب، بلجيكا. تتكون من عدة أحياء تغطي مساحة تبلغ حوالي ميل مربع واحد. اعتبارًا من عام 2012، انتقل الكثير من أعمال قطع وتلميع الأحجار الكريمة التي تم إنجازها تاريخيًا في الحي إلى مراكز منخفضة الأجور في أماكن أخرى، مر حوالي 84 ٪ من الماس الخام في العالم عبر المنطقة، مما يجعلها أكبر منطقة ألماس في العالم مع حجم مبيعاتها 54 مليار دولار.  كل عام، ما يقرب من 50٪ من الماس الخام يعود إلى أنتويرب للقطع والصقل. 
أكثر من 16 مليار دولار من الماس المصقول يمر عبر بورصات المقاطعة كل عام. 380 ورشة عمل تخدم 1500 شركة. هناك أيضًا 3500 وسيط وتاجر وقاطع ماس. في عام 2017، تم تداول ما يقرب من 234 مليون قيراط في المنطقة، وهي منطقة تضم قوة عاملة تبلغ 30 ألف شخص. تم شراء أكثر من 80٪ من الماس الخام في أنتويرب. 
يوجد داخل المنطقة مركز أنتويرب العالمي للماس، وأربع بورصات تجارية بما في ذلك نادي الماس في أنتويرب وبورصة تجارة الماس، وكلاهما أسسهما الحاسيديمون ودائرة أنتويرب الماسية وتجارة الماس الحرة.
يهيمن على الحي تجار يهود وجاين هنديون ومسيحيون مارونيون ولبنانيون وأرمن، يُعرفون باسم ديامانتيرز. يعمل أكثر من 80٪ من السكان اليهود في أنتويرب في تجارة الماس. كانت اليديشية، تاريخيًا، اللغة الرئيسية لتبادل الماس. لا يتم إجراء أي عمل يوم السبت.

## الموقع
يقع حي الماس بجوار المحطة المركزية وعلى بعد بضع دقائق سيرًا على الأقدام من شارع مئير، شارع التسوق الرئيسي في أنتويرب. تقع حديقة حيوان أنتويرب أيضًا في مكان قريب. هناك العديد من المطاعم والبارات والمقاهي حول المنطقة.  تشمل المطاعم: هو تشان هاوس (صيني) وسان ريمو وبيتزا دافنشي. تشمل البارات: بيير سنترال، حانة كيلي الأيرلندية. المقاهي تشمل: ديل ري.

## التاريخ
كانت أنتويرب مركزًا لتجارة الماس منذ القرن الخامس عشر.  تحولت الصناعة عندما اخترع لوديويك فان بيركين شكلاً جديدًا من أداة تلميع الماس، وهو سكيف، والذي مكّن من إنشاء الماس المتلألئ متعدد الأوجه. اجتذب هذا أوامر من النبلاء الأوروبيين - وجذب حرفيين آخرين إلى أنتويرب.  كلفه شارل الجريء بقطع وتلميع الماس الفلورنسي. في تسعينيات القرن التاسع عشر، تم إنشاء صناعة الماس في أنتويرب من قبل عائلات تجار ومصنعي الماس الذين أتوا من أمستردام، هولندا. 
بعد الحرب العالمية الثانية، شجع عمدة المدينة اليهود على العودة إلى أنتويرب وقام الكثير منهم بذلك، بما في ذلك بعض الذين كانوا يعملون في تجارة الماس. ساعد ذلك في تعزيز الصناعة. ومع ذلك، كان هناك انخفاض لاحق، بدءًا من الستينيات، عندما انتقلت بعض أعمال التلميع إلى الهند بسبب انخفاض تكاليف العمالة. بعد ذلك، انتقل بعض أعمال القطع أيضًا إلى هذا البلد.   ذكرت دراسة بحثية أجريت عام 2019 أن الهند استمرت في الهيمنة على صناعة القطع والتلميع. 

## روابط خارجية
- خريطة المنطقة